# Trenton (Maine)
Trenton ist eine Town im Hancock County des Bundesstaates Maine in den Vereinigten Staaten. Im Jahr 2020 lebten dort 1584 Einwohner in 1066 Haushalten auf einer Fläche von 73,53 km².

## Geografie
Nach dem United States Census Bureau hat Trenton eine Gesamtfläche von 73,53 km², von denen 47,06 km² Land sind und 26,47 km² aus Gewässern bestehen.

### Geografische Lage
Trenton liegt im Südosten des Hancock Countys auf einer Landzunge am Atlantischen Ozean. Im Westen an der Union River Bay, im Osten an den Mr. Desert Narrows. Auf dem Gebiet der Town befinden sich nur kleinere Seen. Die Oberfläche ist eher eben, ohne nennenswerte Erhebungen.

### Nachbargemeinden
Alle Entfernungen sind als Luftlinien zwischen den offiziellen Koordinaten der Orte aus der Volkszählung 2010 angegeben.
- Nordosten: Lamoine, 8,0 km
- Südosten: Bar Harbor, 14,4 km
- Südwesten: Mount Desert, 14,6 km
- Westen: Surry, 12,5 km
- Nordwesten: Ellsworth, 11,0 km

### Stadtgliederung
In Trenton gibt es mehrere Siedlungsgebiete: Bayside, Goose Cove, Trenton und West Trenton.

### Klima
Die mittlere Durchschnittstemperatur in Trenton liegt zwischen −6,11 °C (21° Fahrenheit) im Januar und 20,6 °C (69° Fahrenheit) im Juli. Damit ist der Ort gegenüber dem langjährigen Mittel der USA um etwa 6 Grad kühler. Die Schneefälle zwischen Oktober und Mai liegen mit bis zu zweieinhalb Metern mehr als doppelt so hoch wie die mittlere Schneehöhe in den USA; die tägliche Sonnenscheindauer liegt am unteren Rand des Wertespektrums der USA.

## Geschichte
Trenton wurde am 16. Februar 1789 als Town organisiert, zuvor war das Gebiet als Plantation No. 1 East of Union River organisiert. Im Jahr 1809 gab Trenton Land anEllsworth ab, im Jahr 1828 an Hancock und im Jahr 1870 gründete sich die Lamooine aus dem östlichen Gebieten von Trenton. Gebiete von Eden, heute Bar Harbor wurden im Jahr 1849 hinzugenommen.
Eine erste Siedlung wurde 1763 von Ebenezer Thorndike angelegt. Bis zur Gründung der Plantation wurde das Gebiet Thornbury oder auch Thorndike Plantation genannt.
Benannt wurde Trenton nach  der Schlacht von Trenton während des Amerikanischen Unabhängigkeitskriegs.

### Einwohnerentwicklung
| Volkszählungsergebnisse – Town of Trenton, Maine | Volkszählungsergebnisse – Town of Trenton, Maine | Volkszählungsergebnisse – Town of Trenton, Maine | Volkszählungsergebnisse – Town of Trenton, Maine | Volkszählungsergebnisse – Town of Trenton, Maine | Volkszählungsergebnisse – Town of Trenton, Maine | Volkszählungsergebnisse – Town of Trenton, Maine | Volkszählungsergebnisse – Town of Trenton, Maine | Volkszählungsergebnisse – Town of Trenton, Maine | Volkszählungsergebnisse – Town of Trenton, Maine | Volkszählungsergebnisse – Town of Trenton, Maine |
| Jahr                                             | 1700                                             | 1710                                             | 1720                                             | 1730                                             | 1740                                             | 1750                                             | 1760                                             | 1770                                             | 1780                                             | 1790                                             |
| ------------------------------------------------ | ------------------------------------------------ | ------------------------------------------------ | ------------------------------------------------ | ------------------------------------------------ | ------------------------------------------------ | ------------------------------------------------ | ------------------------------------------------ | ------------------------------------------------ | ------------------------------------------------ | ------------------------------------------------ |
| Einwohner                                        |                                                  |                                                  |                                                  |                                                  |                                                  |                                                  |                                                  |                                                  |                                                  | 312                                              |
| Jahr                                             | 1800                                             | 1810                                             | 1820                                             | 1830                                             | 1840                                             | 1850                                             | 1860                                             | 1870                                             | 1880                                             | 1890                                             |
| Einwohner                                        | 294                                              | 501                                              | 639                                              | 794                                              | 1062                                             | 1205                                             | 1400                                             | 678                                              | 639                                              | 528                                              |
| Jahr                                             | 1900                                             | 1910                                             | 1920                                             | 1930                                             | 1940                                             | 1950                                             | 1960                                             | 1970                                             | 1980                                             | 1990                                             |
| Einwohner                                        | 459                                              | 354                                              | 314                                              | 338                                              | 403                                              | 358                                              | 375                                              | 392                                              | 718                                              | 1060                                             |
| Jahr                                             | 2000                                             | 2010                                             | 2020                                             | 2030                                             | 2040                                             | 2050                                             | 2060                                             | 2070                                             | 2080                                             | 2090                                             |
| Einwohner                                        | 1370                                             | 1481                                             | 1584                                             |                                                  |                                                  |                                                  |                                                  |                                                  |                                                  |                                                  |

## Wirtschaft und Infrastruktur

### Verkehr
Durch den Westen von Trenton führt in nordsüdlicher Richtung die Maine State Route 184. Von ihr zweigt in östlicher Richtung die Maine State Route 204 ab.
Der Hancock County-Bar Harbor Airport liegt im Südosten von Trenton.

### Öffentliche Einrichtungen
Es gibt keine medizinischen Einrichtungen in Trenton. Die nächstgelegenen befinden sich in Bar Harbor und Ellsworth.
Trenton besitzt keine eigene Bibliothek. Die nächstgelegenen befinden sich in Hancock, Ellsworth und Sullivan.

### Bildung
In Trenton ist für die Schulbildung das Trenton School Department zuständig. Die Trenton Elementary School in Trenton bietet Schulklassen von Kindergarten bis zum 8. Schuljahr.

## Persönlichkeiten

### Söhne und Töchter der Stadt
- James G. Blunt (1826–1881), Arzt und Abolitionist
- John E. Bunker (1866–1918), Politiker und Secretary of State von Maine
- George Washington Dow (1847–1919), Kapitän

### Persönlichkeiten, die vor Ort gewirkt haben
- Robert W. Kates (1929–2018), Geograph und Umweltwissenschaftler